# سارة لوسون
سارة لوسون (بالإنجليزية: Sarah Lawson)‏ هي ممثلة بريطانية، ولدت في 6 أغسطس 1928 في المملكة المتحدة.

## وصلات خارجية
- سارة لوسون على موقع IMDb (الإنجليزية)
- سارة لوسون على موقع ميوزك برينز (الإنجليزية)
- سارة لوسون على موقع قاعدة بيانات الفيلم (الإنجليزية)